# Koto Kombu
Koto Kombu is een bestuurslaag in het regentschap Kuantan Singingi van de provincie Riau, Indonesië. Koto Kombu telt 641 inwoners (volkstelling 2010).